# M47 Dragon
M47 Dragon – amerykański przenośny zestaw przeciwpancerny, skonstruowany i produkowany przez wytwórnie McDonnell Douglas Aerospace.
W połowie lat sześćdziesiątych XX wieku w amerykańskiej wytwórni McDonnell Douglas Aerospace zaprojektowano przeciwpancerny zestaw kierowanych pocisków II generacji, oznaczony jako M47 Dragon. Zestaw ten przeznaczony był do zwalczania celów opancerzonych (czołgi, transportery, itp.) na odległość do 1000 m. Wyposażony był on w półautomatyczny system sterowania. System ten umożliwiał ograniczenie roli operatora w trakcie naprowadzania do utrzymania krzyża celownika na celu. Naziemna aparatura sterująca automatycznie określała odchylenie pocisku od linii celowania i przesyłała je linią przewodową do lecącego pocisku. Linia przewodowa rozwija się ze szpuli umieszczonej w tylnej części pocisku. Zmiany toru lotu uzyskuje się poprzez uruchomienie 60 bocznych rakietowych silników korekcyjnych – jest to jedyne takie rozwiązanie wśród przeciwpancernych pocisków kierowanych (ppk). Zestaw ten jest obsługiwany przez jednego żołnierza.
W skład zestawu wchodzi pocisk umieszczony w pojemniku startowym, celownik wraz z elektroniczną naziemną aparaturą sterującą i wspornik. 

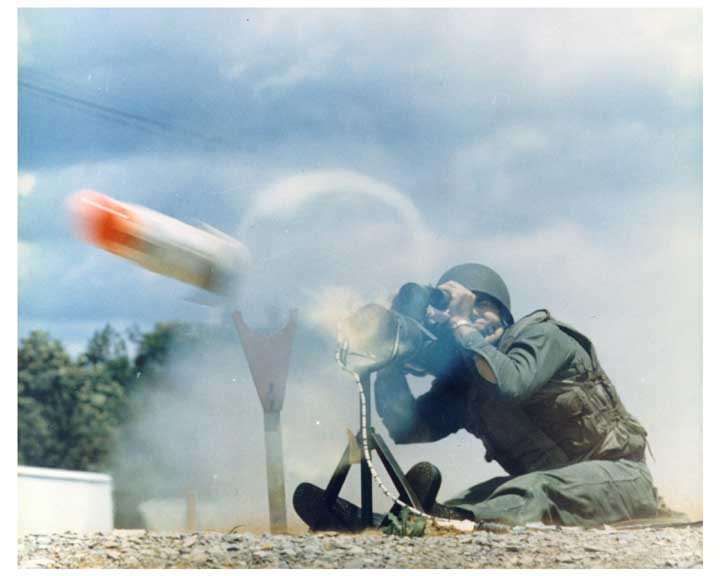
Żołnierz strzelający z M47 Dragon

Strzelanie odbywa się z pozycji siedzącej. Operator – strzelec odchyla i opiera o ziemię wspornik podtrzymujący przednią część pojemnika, natomiast tylną część opiera na ramieniu. Utrzymuje krzyż celownika na celu balansując własnym ciałem. Pocisk wyrzucany jest z pojemnika za pomocą ładunku prochowego. Po opuszczeniu przez pocisk pojemnika otwierają się stateczniki i uruchamia silnik rakietowy.
Zestaw ten był przez cały czas ulepszany i modernizowany. W 1990 roku opracowano kolejną jego wersję oznaczoną jako M47 Superdragon, która mylnie określana jest jako kierowany pocisk przeciwpancerny III generacji. Wersja ta wyposażona jest w głowicę nowej generacji i nowoczesny celownik termowizyjny. Według niektórych danych, głowica ta zapewnia przebijalność ponad 450 mm, efektywność rzędu 80 – 90% i jest skuteczna przeciwko pancerzom aktywnym i warstwowym. Poprawę uzyskano przez zastosowanie wkładki kumulacyjnej w kształcie trąbki z kutej na zimno miedzi, precyzyjnego zespołu pobudzająco-uzbrajającego i zastosowania nowych materiałów. Celownik termowizyjny umożliwia zwalczanie celów w dowolnych warunkach atmosferycznych, w dzień i w nocy, nawet w trakcie stosowania sztucznego zadymiania.
Zestaw M47 Dragon został wprowadzony na uzbrojenie armii USA w 1970 roku, był również używany w 9 innych państwach.
Dane taktyczno-techniczne zestawu przeciwpancernego M47 Dragon
- Kaliber pocisku: 120 mm
- Masa:
  - Pocisku: 14,6 kg
  - Celownika: 3,1 kg (dzienny) 9,82 kg (nocny)
- Długość:
  - Pocisku: 744 mm
  - Wyrzutni: 1154 mm
- Zasięg: od 65 do 1000 m
- Przebijalność:
  - M47 Dragon: 500 mm
  - M47 Superdragon: 1000 mm